# 英霸联盟
《英霸联盟》（又称《无限Imba》），是由光时信息开发的多人在线竞技（MOBA）类网络游戏，该游戏出现了《英雄联盟》、《DotA》、《暗黑破坏神》、《街头霸王》、《地下城与勇士》中的角色，游戏中的地图、登陆界面与《英雄联盟》一样，宣传语与网易游戏《无限对决》的宣传语相近，日常任务与《炉石传说》相近，因此引发关注。